# Chaetocanace flavipes
Chaetocanace flavipes är en tvåvingeart som beskrevs av Wayne N. Mathis 1996. Chaetocanace flavipes ingår i släktet Chaetocanace och familjen Canacidae. Inga underarter finns listade i Catalogue of Life.